# Takeharu Ishimoto
Takeharu Ishimoto (石元 丈晴, Ishimoto Takeharu, Nichinan, 19 de maio de 1970) é um compositor japonês que trabalha na trilha sonora de jogos eletrônicos. Ele entrou na Square Enix em 1999 como sintetizador em Legend of Mana, trabalhando nessa posição em vários outros jogos. Ishimoto passou para compositor em 2002 com World Fantastista. Desde então ele já trabalhou em diversos jogos da empresa como por exemplo Before Crisis: Final Fantasy VII, The World Ends with You , Crisis Core: Final Fantasy VII, Dissidia Final Fantasy e Final Fantasy Type-0. Isihimoto deixou a Square Enix no final de 2017 e tornou-se independente. Além de seu trabalho em jogos eletrônicos, Ishimoto também toca nas bandas The Death March e SAWA.

## Trabalhos
Sintetizador
- Legend of Mana (1999)
- Vagrant Story (2000)
- All Star Pro-Wrestling (2000)
- Final Fantasy X (2001)
- All Star Pro-Wrestling II (2001)
- All Star Pro-Wrestling III (2003)
- Kingdom Hearts: Chain of Memories (2004)
- Kingdom Hearts II (2005)

Compositor
- World Fantasista (2002)
- Before Crisis: Final Fantasy VII (2004)
- Last Order: Final Fantasy VII (2005)
- Monotone (2007)
- The World Ends with You (2007)
- Crisis Core: Final Fantasy VII (2007)
- Dissidia Final Fantasy (2008)
- Kingdom Hearts Birth by Sleep (2010)
- Dissidia 012 Final Fantasy (2011)
- Final Fantasy Type-0 (2011)
- Kingdom Hearts 3D: Dream Drop Distance (2012)
- Final Fantasy Agito (2014)
- Final Fantasy Type-0 HD (2015)
- Rampage Land Rankers (2015)
- Dissidia Final Fantasy (2015)
- Dissidia Final Fantasy NT (2018)
- Kingdom Hearts III (2019) - com Yoko Shimomura e Tsuyoshi Sekito
- Neo: The World Ends with You (2021)